# Slovenska glasba za saksofone
Slovenska glasba za saksofone je album z druge Mednarodne poletne šole saksofona »Velenje '96«, ki je izšel na glasbeni CD plošči leta 1997 pri založbi ZKP RTV Slovenija.

## Vsebina
Na albumu sodeluje 32 slušateljev druge Mednarodne poletne šole saksofona »Velenje '96« iz Avstrije, Hrvaške, Madžarske in Slovenije.
Vse skladbe so bile namensko napisane za različne saksofonske zasedbe na pobudo profesorja Ota Vrhovnika in so bile na tej poletni šoli tudi prvič izvajane.

## Seznam posnetkov
| CD              | CD                                                                     | CD              | CD                                                              | CD      |
| Št.             | Naslov                                                                 | Pisec           | Zasedba saksofonov                                              | Dolžina |
| --------------- | ---------------------------------------------------------------------- | --------------- | --------------------------------------------------------------- | ------- |
| 1.              | „Balada za saksofonski orkester‟                                       | J. Golob        | (sopranino, 2 sopran, 3 alt, 3 tenor, 2 bariton, bas)           | 4:53    |
| 2.              | „Prelude lirique‟                                                      | S. Vremšak      | (sopranino, sopran, alt, tenor, bariton, bas)                   | 2:58    |
| 3.              | „Roulette‟                                                             | L. Leško        | (sopran, alt, tenor, bariton)                                   | 3:44    |
| 4.              | „Fonosaxia‟                                                            | P. Ramovš       | (sopranino, sopran, bariton, bas)                               | 9:16    |
| 5.              | „DYPHTONGUE: Hocquetus‟                                                | T. Svete        | (sopran, alt, tenor, bariton)                                   | 2:38    |
| 6.              | „DYPHTONGUE: Dyph...‟                                                  |                 |                                                                 | 3:18    |
| 7.              | „DYPHTONGUE: Mottetus‟                                                 |                 |                                                                 | 1:48    |
| 8.              | „DYPHTONGUE: ...Tongue‟                                                |                 |                                                                 | 1:13    |
| 9.              | „TRI SKLADBE za Gerryja Mulligana: Tokata‟                             | D. Božič        | (sopran, 2 alt, tenor, bariton)                                 | 0:54    |
| 10.             | „TRI SKLADBE za Gerryja Mulligana: Koral‟                              |                 |                                                                 | 4:32    |
| 11.             | „TRI SKLADBE za Gerryja Mulligana: Fuga‟                               |                 |                                                                 | 3:13    |
| 12.             | „DIPTYKHOS za 12 saksofonov: Largo – Moderato mosso / Allegro marcato‟ | I. Petrić       | (sopranino, 2 sopran, 3 alt, 3 tenor, 2 bariton, bas)           | 8:46    |
| 13.             | „Introdukcija za alt saksofon in saksofonski orkester‟                 | J. Golob        | (sopranino, 2 sopran, solo alt, 2 alt, 3 tenor, 2 bariton, bas) | 5:11    |
| Skupna dolžina: | Skupna dolžina:                                                        | Skupna dolžina: | Skupna dolžina:                                                 | 52:24   |

## Sodelujoči

### Saksofonski orkester poletne šole »Velenje '96«
- Oto Vrhovnik – dirigent

### Saksofonski kvartet Glasbene šole Velenje
igra na posnetku: 3

### Saksofonski kvartet »Danubia«Dunaj / Danubia Saxophon Quartett Wien
igra na posnetkih: 5, 6, 7 in 8

### Solist
- Jure Pukl – altovski saksofon na posnetku 13

### Produkcija
- Oto Vrhovnik – izbor in priprava materiala, producent
- Teodor Korban – urednik
- Lamprechter – fotografija
- ZaPa – oblikovanje